# Défenseurs
Pour les articles homonymes, voir Les Défenseurs.
Les Défenseurs (« The Defenders » en version originale) est le nom d'une équipe de super-héros évoluant dans l'univers Marvel de la maison d'édition Marvel Comics. Créée par le scénariste Roy Thomas et le dessinateur Ross Andru, l'équipe apparaît pour la première fois dans le comic book Marvel Feature (en) (vol. 1) #1 en décembre 1971.
L'équipe obtient sa propre série en 1972, publiée jusqu'en 1986 (152 numéros). La série est reprise de 1993 à 1995 (25 numéros) puis de 2000 à 2002 (12 + 6 numéros) et enfin en 2005 (5 numéros).
Les Défenseurs est une équipe orientée, à la différence des X-Men ou des Vengeurs, vers des histoires à connotation magique ou mystique.

## Historique de l'équipe
L'équipe fut formée une première fois, officieusement, par le Docteur Strange, Hulk et Namor, pour protéger la Terre d'une invasion extra-dimensionnelle. Dans la deuxième histoire, Namor appelle à l'aide le Surfer d'argent et Hulk, pour protéger une île d'un dictateur.
Dans Marvel Feature #1, l'équipe fut officiellement nommée, quand elle combattit le magicien extraterrestre Yandroth.
L'un des auteurs principaux de la série est David Anthony Kraft.
Dans Defenders #125, le groupe fut renommé les Nouveaux Défenseurs, car les quatre membres fondateurs quittèrent l'équipe.
Le reste du groupe se sépara dans Defenders #152, après la mort de certains d'entre eux. Certains, d'origine mutante, partirent rejoindre Facteur-X.
Des années plus tard, le Docteur Strange organisa une nouvelle équipe, les Défenseurs secrets, dont la composition variait à chaque mission. On y a par exemple Spider-Man, Wolverine, Ghost Rider, Hulk ou encore le Docteur Druid qui dirigea l'équipe jusqu'à son dernier numéro, Secret Defenders #25.
En 2000-2002, les Défenseurs d'origine se retrouvèrent dans Defenders v2 #1-12 suivi de The Order #1-6, pour combattre de nouveau Yandroth. Puis ils se séparèrent.
En 2005 une mini-série humoristique de cinq épisodes fut publiée, où l'on retrouvait les quatre membres fondateurs bataillant contre Dormammu et Umar (en).

## Composition
À la différence d'autres équipes de l'univers Marvel, les Défenseurs ont toujours connu un intense changement de ses membres, variant au gré de la disponibilité des personnages et des menaces à combattre. L'équipe reçut donc l'aide de divers super-héros qui devinrent membres, alors que le groupe en lui-même n'avait rien d'officiel. 
Le groupe des Défenseurs est probablement celui qui a connu le plus de changement de membres, avec les équipes des Vengeurs et des X-Men et ce, sur une durée de publication beaucoup plus courte que ces deux derniers.
Il existe cependant des membres récurrents présents dans la majorité des histoires avant le début de l'équipe formalisée qui commence au #125 de la série : le Docteur Strange, Hulk, la Valkyrie, Nighthawk, Hellcat et la Gargouille (Isaac Christians).

### Équipe d'origine
Le groupe des Défenseurs est fondé par quatre super-héros, assez populaires à l'époque :
- le Docteur Strange
- Hulk
- Namor (The Sub-Mariner)
- le Surfer d'argent

D'autres personnages les rejoignent, parfois le temps d'une seule aventure. Cette période voit le départ de Namor et du Surfer d'argent comme membres récurrents :
- Clea, ancienne alliée de l'équipe du début, devenant alors membre récurrent
- le Chevalier noir (Dane Whitman, dans Defenders #4)
- la Valkyrie (dans Defenders #4) qui est un membre récurrent.
- Namorita (dans Defenders #5) en tant qu'associée.
- Œil-de-faucon (dans Defenders #7) en tant qu'associé.
- Nighthawk I (dans Defenders #14), membre récurrent.
- le Fils de Satan (Daimon Hellstrom, dans Defenders Giant-Size #2 paru en octobre 1974)
- Power Man (Luke Cage, dans Defenders #18)
- Daredevil (dans Defenders Giant-Size #3 en janvier 1975)
- la Chose (dans Defenders #20) en tant qu'associé.
- Hank Pym (dans Defenders Giant-Size #4 paru en avril 1975) en tant qu'associé
- Jack Norriss (dans Defenders #21), personnage récurrent.

### Un nouveau souffle lors de l'essor Marvel
Malgré l'arrivée de nouveaux membres parfois populaires ou de notoriété publique, l'équipe est toujours restée secrète aux yeux de l'Humanité.
- le Garde rouge (dans Defenders #35)
- Howard the Duck, en tant qu'associé
- Hellcat (dans Defenders #47), membre récurrent.
- Moon Knight (dans Defenders #47) en tant qu'associé
- Miss Marvel (Carol Danvers, dans Defenders #57) en tant qu'associée
- l'Exorciste (dans Defenders #58)
- Spider-Man (dans Defenders #61 paru en 1978)

À la fin de 1978, un épisode spécial s'étalant sur Defenders #62 à #64, réunit sous la bannière des Défenseurs de nombreux super-héros, Défenseurs d'un jour. Parmi eux, on retrouve :
- des Vengeurs : le Faucon, Manta, Hercule, le Valet de cœur, Quasar ;
- des X-Men : Polaris et Havok ;
- et des héros indépendants comme Iron Fist, le Paladin, le Rôdeur et quelques autres.

Durant cette aventure, tous ses super-héros affrontèrent une assemblée de super-vilains qui se font aussi appeler les Défenseurs : Whirlwind, le Colosse et le Crapaud, Boomerang, le Scarabée, Batroc, Electro, l'Homme-grenouille (Leap-Frog (en)), le Porc-épic, le Shocker, l'Homme-plante, la Balance et le Sagittaire du Zodiaque, et quelques autres moins connus.
La fin des années 1970 vit l'arrivée de deux recrues féminines, dans Defenders #76 : Dragon-lune (membre récurrent) et la Guêpe.
En 1973, ils affrontent les Vengeurs qui ont été abusés par Loki. Namor et Captain America comprennent cependant qu'ils se sont fait manipuler ; les Défenseurs s'allient alors contre Dormammu et Loki. Ils sont sauvés par la Sorcière rouge.

### Le début des années 1980
L'équipe connut encore à cette période de nouveaux changements de line-up, avec des membres venant des Vengeurs :
- la Panthère noire (dans Defenders #84) en tant qu'associé
- la Gargouille (dans Defenders #94), membre récurrent.
- Ghost Rider (dans Defenders #96) en tant qu'associé
- l'Homme-chose (dans Defenders #98) en tant qu'associé
- le Fauve (dans Defenders #104), membre récurrent.
- Wonder Man (dans Defenders #104) en tant qu'associé
- Mr Fantastique (dans Defenders #105) en tant qu'associé
- Captain America (dans Defenders #106) en tant qu'associé
- Nighthawk II (dans Defenders #112) en tant qu'associé
- la Sorcière rouge (dans Defenders #112) en tant qu'associée
- la Vision (dans Defenders #112 paru en octobre 1982) en tant qu'associé

### Les Nouveaux Défenseurs
En 1983, l'équipe perdit ses quatre membres fondateurs et fut restructurée sur un modèle officiel, comme les Vengeurs.
Les membres de l'équipe comprennent alors :
- Angel (dans Defenders #125)
- Iceberg (dans Defenders #125)
- Cloud, une nébuleuse consciente (dans Defenders #127)
- sa jeune sœur Seraph (dans Defenders #129)
- Candace « Candy » Southern, la petite amie d'Angel (dans Defenders #138).
- Andromeda la fille d'Attuma (dans Defenders #146)
- Manslaughter (dans Defenders #151)
- l'Interloper, un Éternel (dans Defenders #151)

### Le Cercle du Dragon, la fin des Défenseurs
Dans Defenders #152, Dragon-lune fut possédée par le Dragon de la Lune. 
Durant le combat pour sa délivrance, les formes physiques d'Andromeda, de la Gargouille, d'Interloper, de Manslaughter, de Dragon-lune et de la Valkyrie furent détruites.
Le Fauve, Iceberg et Angel rejoignirent Cyclope pour former Facteur-X, tandis que Candace Southern se retirait du monde des super-héros.
La Gargouille et Dragon-lune réussirent à se doter de nouveaux corps, mais les quatre autres ne durent leur salut qu'au docteur Strange, qui plaça leurs âmes dans les corps de 4 habitants d'un petit village en Angleterre.

### Les Défenseurs secrets
Cette équipe, mise sur pied par Stephen Strange, débuta dans Dr Strange vol. 3 #50, en 1993. Parmi eux, on trouvait d'anciens Défenseurs. Cette équipe se formait uniquement quand le besoin s'en faisait sentir.
On retrouve encore ici quatre membres fondateurs :
- le Docteur Strange
- Ghost Rider
- Hulk
- le Surfer d'argent

Les autres recrues incluaient : 
- Spider-Man
- Wolverine
- Darkhawk (dans Secret Defenders #1)
- Nomad (Jack Monroe, le 3e Bucky de la Seconde Guerre Mondiale, dans Secret Defenders #1)
- Spider-Woman II (dans Secret Defenders #1)
- Namorita (dans Secret Defenders #4)
- le Punisher (dans Secret Defenders #4)
- Sleepwalker (dans Secret Defenders #4)
- Captain America (dans Secret Defenders #6)
- la Sorcière rouge (dans Secret Defenders #6)
- Thunderstrike (dans Secret Defenders #9)
- War Machine (dans Secret Defenders #9)
- Véga (dans Secret Defenders #11)
- Nova / Richard Rider (dans Secret Defenders #11)

Dans les épisodes suivant, Secret Defenders #12-14, les Défenseurs Secrets affrontèrent des super-vilains cherchant l'Oracle de l'Ancienne Connaissance. On retrouvait parmi ceux-ci Thanos, Geatar, le Super-Skrull, le Rhino, l'Homme de titanium et Nitro.
Dans Secret Defenders #15, le Docteur Strange se retira et confia l'équipe aux soins du Docteur Druid, jusqu'à la séparation de l'équipe dans Secret Defenders #25, paru en mars 1995.
Les héros suivants rejoignirent le groupe par la suite :
- Power Man (dans Secret Defenders #15)
- Deadpool (dans Secret Defenders #15)
- Shadow Woman (Jillian Woods, dans Secret Defenders #15)
- Cadaver (dans Secret Defenders #16)
- Iron Fist (dans Secret Defenders #18)
- Hank Pym (dans Secret Defenders #18)
- Angel (dans Secret Defenders #19)
- Iceberg (dans Secret Defenders #19)
- U.S. Agent (dans Secret Defenders #20)
- l'Épée (dans Secret Defenders #23)
- Deathlok II (dans Secret Defenders #23)
- Drax le destructeur (dans Secret Defenders #23)

### Les membres maudits et l'Ordre
En 2002, dans Defenders v2 #1-12, paru en mars 2001, 6 anciens Défenseurs furent forcés de s'allier pour combattre Yandroth. Il fut battu mais maudit ses adversaires, pour qu'ils soient contraints à se rassembler à chaque fois que la Terre est menacée.
Les six Défenseurs maudits sont : 
- le Docteur Strange
- Hellcat
- Hulk
- Namor
- Nighthawk
- le Surfer d'argent

Ils furent alliés au cours de la série avec la Valkyrie II et Red Raven.
Toujours en 2002, dans une mini-série, quatre d'entre eux fondèrent l'Ordre, pour conquérir le monde afin de le protéger (The Order #1-6). Ce groupe affronta ses anciens membres (Nighthawk, Hellcat et la Valkyrie II), qui s'étaient quant à eux associés aux contreparties féminines de l'Ordre (Clea, Namorita, Ardina et Miss Hulk). Puis il se sépara.
Les quatre membres d'origine apparaissent dans The Defenders v3 #1-5 en 2005 pour combattre Dormammu et Umar (en).

### The Last Defenders
Après les événements de Civil War, un nouveau groupe favorable à la loi de recensement des super-humains a vu le jour. Placés sous l'égide de l'Initiative, « The Last Defenders » assignés au New Jersey comptent dans leurs rangs Nighthawk, Blazing Skull, Colossus et Miss Hulk.
Leur première mission s'étant soldée par un fiasco, Tony Stark décida de dissoudre l'équipe. Kyle Richmond (Nighthawk) en constitua une nouvelle, indépendante du projet Initiative et composée du Fils de Satan, de Miss Hulk, Krang (en) et Nighthawk II (Joaquin Pennysworth). 

### The Offenders
Dans la série Hulk de 2008, Hulk, le Surfer d'argent, Docteur Strange et Namor affrontent une équipe de super-vilains baptisée The Offenders. Réunie par Red Hulk, l'équipe est également composée de Terrax, Baron Mordo et le Requin-tigre.

## Adaptation dans d'autres médias

### Télévision
Les Défenseurs sont inclus dans l'univers cinématographique Marvel, sous forme de série télévisée pour Netflix. 
L'équipe, composée de Daredevil, Jessica Jones, Luke Cage et Iron Fist, est interprétée respectivement par Charlie Cox, Krysten Ritter, Mike Colter et Finn Jones. 
Ces quatre héros ont été auparavant introduits chacun leur tour par une série télévisée en solo, également diffusées sur Netflix. La première saison de The Defenders est en ligne depuis le 18 août 2017. Les quatre héros se retrouvent réunis malgré eux alors que la Main entame la dernière étape de son plan pour détruire New York.